# 高洛街道
高洛街道是中华人民共和国贵州省黔西南布依族苗族自治州册亨县下辖的一个街道办事处。

## 行政区划
高洛街道下辖以下村级行政区划单位：
希善社区、巴纳布社区、者良社区、龙界社区、文纳社区、坪秧村、羊场村、秧坪村、高寨村。